# William Wallace (compositeur écossais)
Pour les articles homonymes, voir William Wallace (homonymie).
William Wallace était un compositeur, musicologue, théoricien et pédagogue britannique d'origine écossaise, né à Greenock (Écosse) le 3 juillet 1860, décédé à Malmesbury (Angleterre) le 16 décembre 1940.

## Biographie
Fils de James Wallace, chirurgien réputé, il entreprend des études de médecine et de chirurgie (terminées par une licence en 1885) à l'Université de Glasgow, puis d'ophtalmologie à Vienne, Paris et à nouveau Glasgow en 1888, avant que la musique ne prenne le dessus. Il l'étudie (à partir de 1889) à la Royal Academy of Music de Londres, où il se lie d'amitié avec son collègue et cadet, Granville Bantock. Durant la Première Guerre mondiale, il est enrôlé dans les services de santé de l'armée britannique, qu'il quitte en 1919 avec le grade de capitaine. Puis il revient, en qualité de professeur d'harmonie et de composition, à la Royal Academy of Music (dirigée de 1924 à 1936 par son compatriote John Blackwood McEwen). Dans le domaine de la musique (il sera aussi poète, dramaturge et peintre), outre ses activités de compositeur et d'enseignant, il est également l'auteur d'ouvrages théoriques et de biographies, parmi lesquels The Threshold of Music : An Inquiry into the Development of the Musical Sense (1908), The Musical Faculty : Its Origins and Processes (1914) et Liszt, Wagner and the Princess (1927).

## Compositions (sélection)
Sa musique, d'un romantisme tardif, est influencée par Franz Liszt et Richard Wagner. On lui doit notamment des pièces pour piano, six poèmes symphoniques, une symphonie, ainsi que diverses autres pièces pour orchestre et chorales. 
Mentionnons en particulier A Suite in the Olden Style pour piano, dédiée à son épouse, la sculptrice écossaise Ottilie Helen McLaren (qui fut élève d'Auguste Rodin), la ballade chorale The Massacre of the MacPhersons (pièce satirique mêlant des thèmes du Ring de Wagner à des airs traditionnels écossais), ou encore la suite d'orchestre Pelleas and Melisande (comme les œuvres contemporaines — autour de  1900 — de Claude Debussy, Jean Sibelius, Gabriel Fauré et Arnold Schönberg, d'après la pièce éponyme de Maurice Maeterlinck).
Citons également :
- 1888 : Carmen Glasguense, pièce chorale ;
- 1892 : The Passing of Beatrice, poème symphonique no 1 ;
- 1894 : In Praise of Scottish Poesie, ouverture pour orchestre ;
- 1899 : Creation Symphony en ut dièse mineur ;
- 1900 : Sister Helen, poème symphonique no 3 ;
- 1905 : Sir William Wallace, poème symphonique no 5 ;
- 1909 : Villon, poème symphonique no 6.